# The Blocked Trail
The Blocked Trail è un film del 1943 diretto da Elmer Clifton.
È un film western statunitense con Tom Tyler, Bob Steele e Jimmie Dodd. Fa parte della serie di 51 film western dei Three Mesquiteers, basati sui racconti di William Colt MacDonald e realizzati tra il 1936 e il 1943.

## Produzione
Il film, diretto da Elmer Clifton su una sceneggiatura di John K. Butler e Jacquin Frank con il soggetto basato sui personaggi creati da William Colt MacDonald, fu prodotto da Louis Gray per la Republic Pictures e girato nell'Iverson Ranch a Chatsworth in California nel dicembre del 1942.

## Distribuzione
Il film fu distribuito negli Stati Uniti dal 12 marzo 1943 al cinema dalla Republic Pictures. È stato distribuito anche in Brasile con il titolo O Caminho Bloqueado.

## Promozione
Le tagline sono:
- "The Mesquiteers Ride To Their Most Thrilling Adventure".
- "The 3 Mesquiteers In Their Most Exciting Adventure!".
- "PACKED WITH THRILLS...LOADED WITH ACTION!,,,as the Mesquiteers tackle their most dangerous range job!".
- "Hunting Trouble On The Range!".